# ルーカス・アンデルセン
ルーカス・アンデルセン（Lucas Andersen、1994年9月13日 - ）は、デンマーク・オールボー出身のプロサッカー選手。元デンマーク代表。EFLチャンピオンシップ・QPR所属。ポジションはMF。

## クラブ経歴
10歳で地元クラブのオールボーBKに入団。2008年9月、イングランドに渡りリヴァプールのトライアルに参加したが、契約には至らなかった。オールボー復帰後、2009年9月にプロ契約を結んだ。
2011年3月、16歳174日にしてリーグ戦に出場し、史上最年少記録を更新した。2012年1月にはリヴァプールやアヤックス・アムステルダムが獲得に乗り出していると報じられた。
クラブ関係者からは同じくオールボーアカデミー出身のイェスパー・グレンケア以来となるビッグタレント候補と目され、数多くのオファーが舞い込むも若すぎるという理由で売却を拒否した。
2012年8月、アヤックス・アムステルダムに移籍。
2016年7月、グラスホッパー・クラブ・チューリッヒに移籍。
グラスホッパーズでの出場時間は限られたため、2018-19シーズンはかつて所属したオールボーにレンタルされた。母国で印象的なパフォーマンスを見せたことでオールボーは彼をグラスホッパーズから買い取り、2019年7月1日から完全移籍の5年契約を結んだ。ラスムス・ヴュルツが現役生活にピリオドを打った後、アンデルセンは新たなキャプテンに指名された。
2024年2月2日、双方合意で契約を終了した。

### QPR
2024年2月6日、フリートランスファーとなったアンデルセンは、かつてオールボーで監督を務めたマルティ・シフエンテス監督率いるQPRに加入することが発表された

## 代表経歴
各年代でデンマーク代表に選出されている。
2012年1月、国内でプレーする選手を対象にした代表チームに招集された。この時僅か17歳と4ヶ月で、最年少招集記録を更新した。

## 代表歴
- デンマークU-16
- デンマークU-17
  - UEFA U-17欧州選手権2011
  - 2011 FIFA U-17ワールドカップ
- デンマークU-19
- デンマークU-20
- デンマークU-21
  - UEFA U-21欧州選手権2015予選
  - UEFA U-21欧州選手権2017

## タイトル
アヤックス・アムステルダム
- エールディヴィジ (2): 2012–13, 2013–14
- ヨハン・クライフ・スハール (1): 2013